# HMS Vivien (L33)

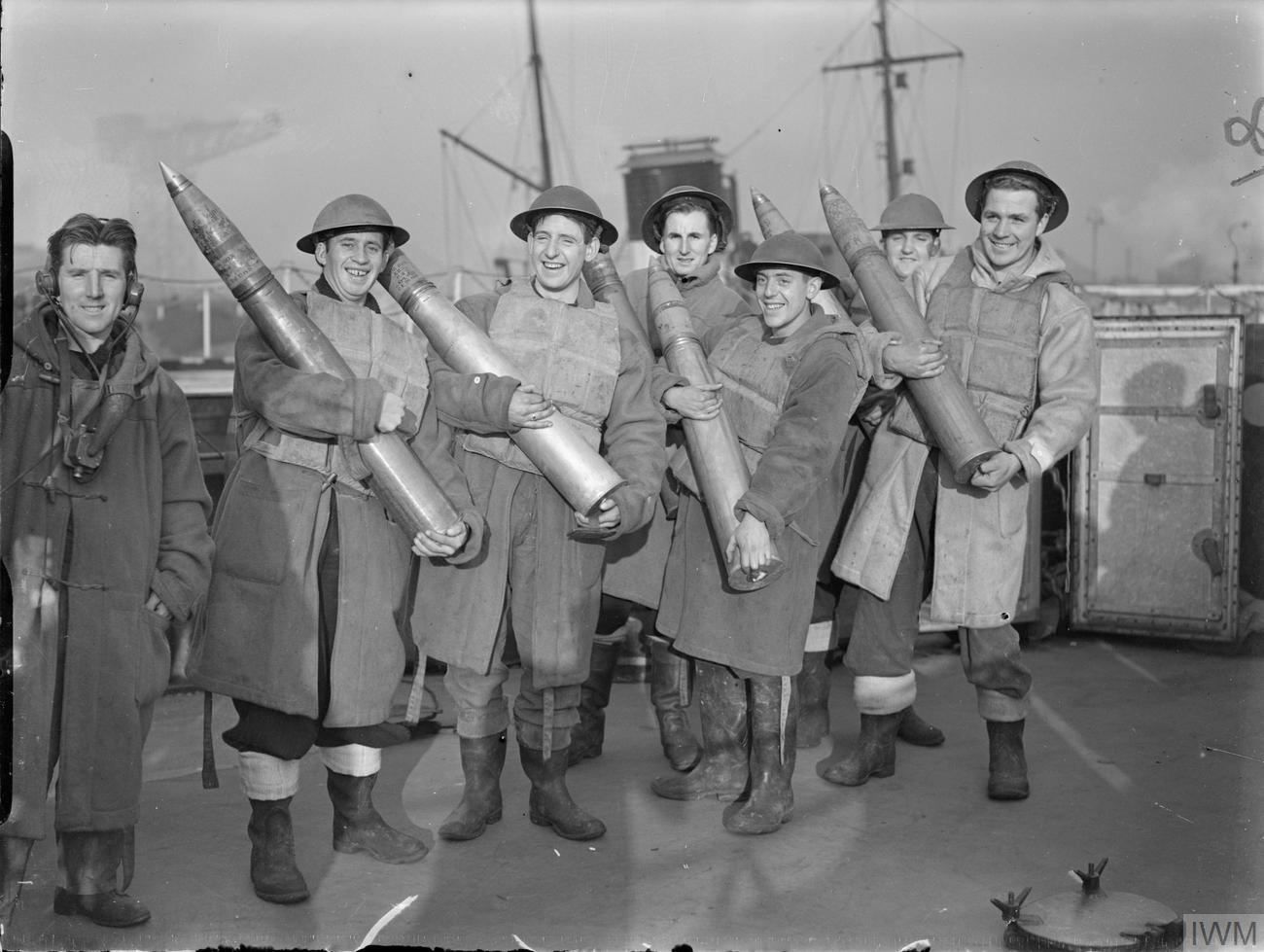
Les artilleurs à bord du HMS Vivien posent avec des obus de 4 pouces en novembre 1940.

Le HMS Vivien (L33) est un destroyer de la classe V Admiralty construit pour la Royal Navy à la fin de la Première Guerre mondiale.

## Construction et mise en service
Premier navire de la Royal Navy à porter ce nom, le Vivien est commandé le 30 juin 1916 dans le cadre du 9e ordre du programme naval 1916-17. Il est mis sur cale en juillet 1916  par le chantier naval Yarrow Shipbuilders de Scotstoun (Glasgow), en Écosse. Il est lancé le 16 février 1918 et mis en service le 28 mai 1918. Il reçut le numéro de fanion G39 en juin 1918 ;  cela fut changé en L33 pendant la période de l'entre-deux-guerres. 

## Historique

### Première Guerre mondiale
Tous les destroyers de la classe V et W, dont le Vivien, sont affectés au sein de la Grand Fleet ou à la Force de Harwich. Le Vivien commence son service au cours de la dernière année de la Première Guerre mondiale et en 1919, il sert dans la Baltique lors de l'intervention russe.

### Entre-deux-guerres
À la suite d'une réorganisation des flottilles de destroyers de la Royal Navy en 1921, le Vivien rejoint  la 9e flottille de destroyers avec les leaders de flottille Douglas, Valentine et Valkyrie et les destroyers Vanessa, Venturous, Verdun, Vesper et Whitley. La flottille entière est transférée dans la flotte de réserve le 4 avril 1922 et désarmée à Rosyth, en Écosse, avec des équipages réduits, mais elle sera remise en service le 8 avril 1925 et renumérotée 7e flottille de destroyers. 
En décembre 1938, le Vivien entre dans le chantier naval de Chatham pour une conversion en navire d'escorte antiaérien. 

### Seconde Guerre mondiale
Le Royaume-Uni entre dans la Seconde Guerre mondiale en septembre 1939. Ce mois-là, le Vivien est remis en service pour les essais en mer post-conversion qui s'achèvent le 25 octobre 1939. Il rejoint ensuite Rosyth pour la fin des préparatifs et, en novembre 1939, entre en service comme escorte pour les convois en mer du Nord. 
Le 10 avril 1940, le Vivien fait partie de l'escorte du convoi ON 25, appareillée de Rosyth la veille au soir à destination de la Norvège, lorsqu'il détecte un possible sous-marin et tente une attaque de charges de profondeur ; il aide également ce jour-là à repousser les attaques des bombardiers allemands Heinkel He 111. Il localise et inspecte et l'épave d'un He 111 abattu par des chasseurs de la Royal Air Force qui s'est écrasé à 1,5 milles marins (2,75 km) de distance. Il ne participa à aucune des opérations liées à l'évacuation du personnel allié des Pays-Bas, de la Belgique et de la France en mai et juin 1940. Le 10 juin 1940, il fait partie de l'escorte du premier convoi le long de la côte est de la Grande-Bretagne attaqué par des vedette-torpilleurs allemands (S-Boots, connus des Alliés sous le nom de « E-Boats »). Le 11 novembre 1940, ses canons de 4 pouces (102 mm) abattent un avion allemand et en endommagent un autre qui attaque un convoi qu'il escorte.
En décembre 1941, la communauté civile de Bromyard (Herefordshire) « adopte » le navire dans le cadre d'une campagne d'épargne nationale de la Warship Week. En 1942, un radar de conduite de tir de type 285 pour ses canons de 4 pouces est installé à bord. Le 24 février 1943, alors qu'il escorte le convoi FS 137 en compagnie du destroyer d'escorte Eglinton, le Vivien engage des mouilleurs de mines allemands attaquant le convoi à l'est-sud-est de Great Yarmouth. 
En 1944, le Vivien est équipé d'un radar d'avertissement de surface, ainsi que d' un équipement de radiotéléphonie pour améliorer sa capacité à coopérer avec d'autres navires et aéronefs. Il ne participe à aucune des opérations liées à l'invasion alliée de la Normandie à l'été 1944. 
Sa tache perpétuelle reste des missions de convoyage en mer du Nord jusqu'à la reddition de l'Allemagne au début de mai 1945. 

## Fin de service
Le Vivien est désarmé en mai 1945 et placé en réserve. Il est rayé des listes en 1947 et est vendu à la société BISCO le 18 février 1948 pour démolition par Metal Industries. Son destin final s'achève à Charlestown (Fife), en Écosse, lorsqu'il est démoli à compter d'avril 1948. 